# Telești (okręg Gorj)
Telești – wieś w Rumunii, w okręgu Gorj, w gminie Telești. W 2011 roku liczyła 1200 mieszkańców.